# هومسكيبس
هومسكيبس (بالإنجليزية: Homescapes)‏ هي لعبة فيديو أحجية من تطوير ونشر بلايريكس، صدرت في سبتمبر 2017 وتعمل على أجهزة أندرويد وآي أو إس.